# Instituto de Investigación de la Inteligencia de las Máquinas
El Instituto de Investigación de la Inteligencia de las Máquinas (de la sigla en inglés MIRI), anteriormente el Instituto de la Singularidad para la Inteligencia Artificial (SIAI), es una organización sin fines de lucro fundada en 2000 para investigar asuntos de seguridad relacionados con el desarrollo de IA Fuerte. Nate Soares es el director ejecutivo, habiendo tomado el control de Luke Muehlhauser en mayo de 2015.
La agenda técnica de MIRI establece que se necesitan nuevas herramientas formales para asegurar la operación segura de las futuras generaciones de software de IA (inteligencia artificial amigable).
La organización organiza talleres de investigación regulares para desarrollar bases matemáticas para este proyecto, y ha sido citado como uno de varios grupos académicos y sin fines de lucro que estudian los resultados de la IA a largo plazo.
El peligro potencial de las máquinas inteligentes para con los seres humanos, es una preocupación creciente de científicos y especialistas en robótica. 
Según una investigación publicada por el Instituto MIRI, la solución de Google en el caso que la IA amenace la existencia de los seres humanos, consiste en un "botón rojo de emergencia", que sería capaz de "apagar" toda la inteligencia artificial.